# Беттенфельд
Беттенфельд (нім. Bettenfeld) — громада в Німеччині, розташована в землі Рейнланд-Пфальц. Входить до складу району Бернкастель-Віттліх. Складова частина об'єднання громад Віттліх-Ланд.
Площа — 17,27 км2. Населення становить 671 ос. (станом на 31 грудня 2020).

## Галерея

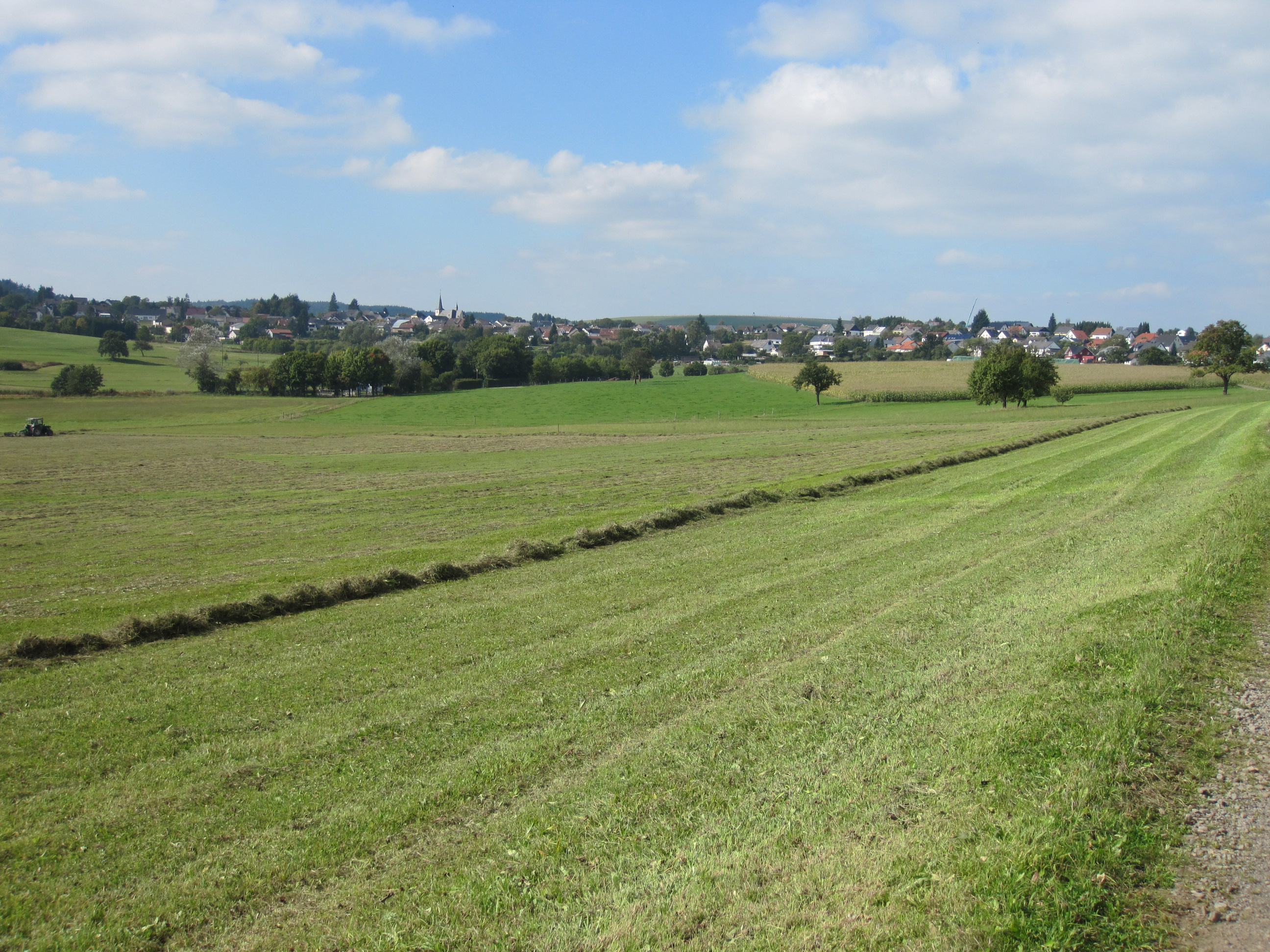
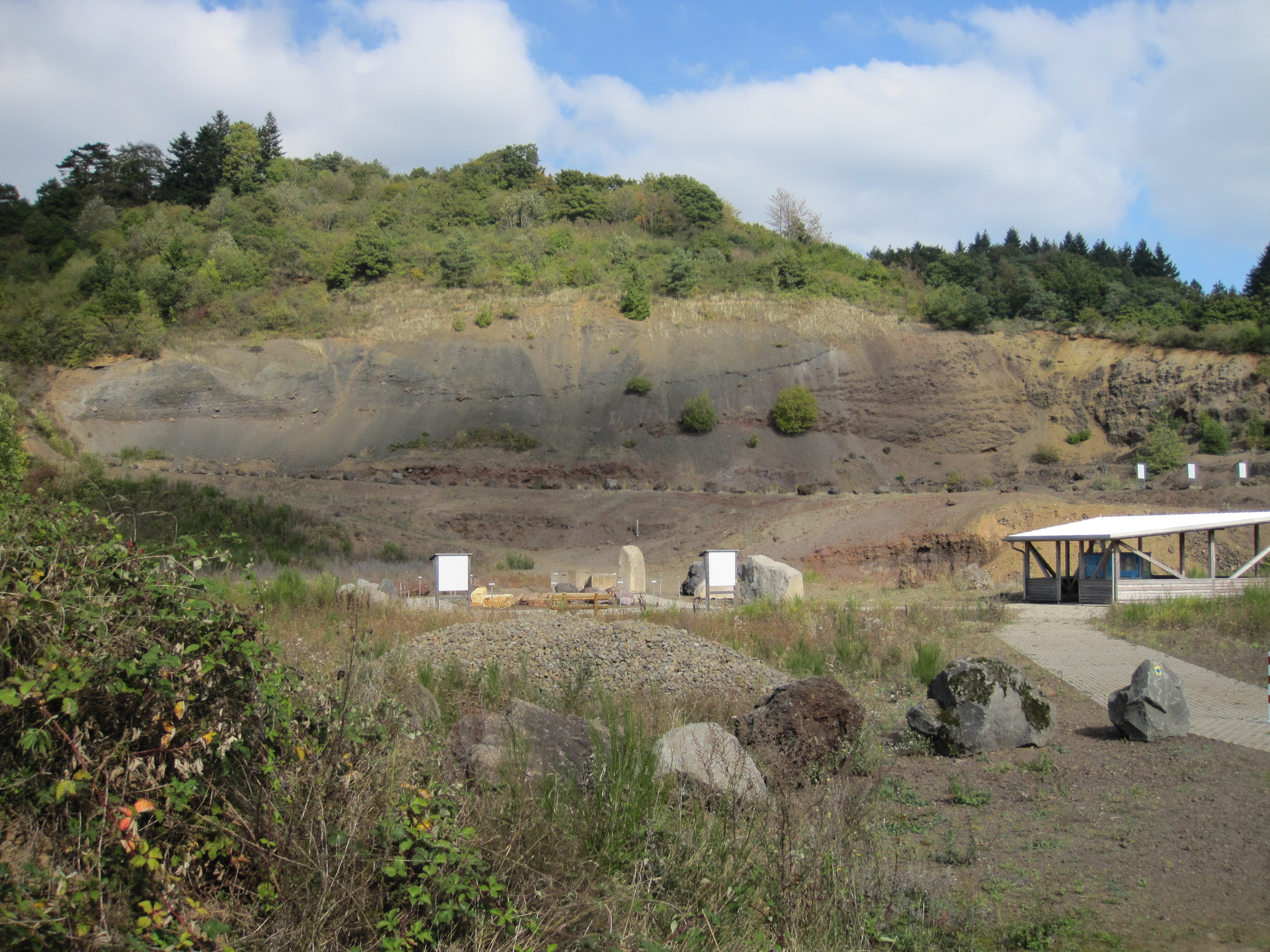
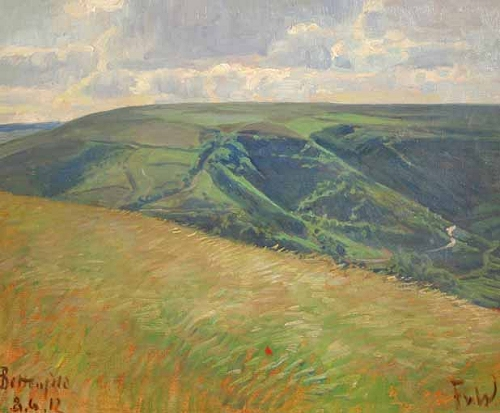